# Consorzi forestali
I consorzi forestali sono dei raggruppamenti di proprietari, sia pubblici che privati, di boschi, pascoli montani e di altri terreni, finalizzati alla gestione collettiva e unitaria tecnica delle proprietà. I terreni gestiti sono perlopiù in montagna, ma vi sono anche consorzi che operano interamente in pianura.
La loro istituzione fu incentivata, in particolare, con l'emanazione del Regio Decreto-legge 1723/1921. L'art. 2 di detta disciplina prevedeva che i comuni e gli enti morali, isolatamente o, appunto, riuniti in consorzio, avessero la «facoltà di affidare il governo e la gestione tecnica dei boschi e dei pascoli, comunque loro appartenenti, ad apposito personale tecnico».
Con lo stesso articolo veniva anche previsto che, nel caso di formazione di Consorzio, lo Stato potesse concedere un contributo fino al 75% dello stipendio "fisso assegnato" al personale tecnico, purché non si superasse la somma di 4000 lire, mentre la restante quota era posta a carico dei proprietari.
L'articolo 7 del medesimo regio decreto sanciva che «per la formazione di nuovi boschi e per la ricostituzione dei boschi estremamente deteriorati» il Ministro dell'agricoltura avrebbe potuto accordare,  gratuitamente, oltre alla direzione tecnica, anche i semi e le piante occorrenti, concedendo parimenti dei premi in denaro per ogni ettaro destinato al rimboschimento.
La portata del citato decreto fu ampliata con il successivo regio decreto-legge 3267/23 .In particolare, l'articolo 155, riprendendo la materia sopra osservata, dava facoltà a «più comuni e più enti morali, mantenendo separata la gestione dei rispettivi patrimoni silvo-pastorali, nella forma in economia od in quella dell'azienda speciale» di costituirsi in Consorzio, per «l'assunzione di un unico direttore per la gestione tecnica dei patrimoni stessi». In questo caso il Consorzio poteva estendersi anche alla assunzione di personale di custodia.
A norma dell'art. 158 di quest'ultimo Decreto, il Consorzio doveva essere amministrato da una Commissione, che provvedeva alla ripartizione delle spese di funzionamento, dell'approvazione del regolamento, della nomina, conferma e licenziamento del personale consortile. Il direttore tecnico prescelto, a seguito di incarico specifico o di concorso pubblico, doveva essere in possesso dell'abilitazione professionale rilasciata dal Regio Istituto superiore agrario e forestale.
Tali raggruppamenti si concretizzarono, in particolare, con le condotte forestali. Il primo esempio italiano di simili tipologie di consorzio è rappresentato dalla Condotta forestale marsicana, che venne istituita l'11 ottobre 1922.